# Antonio Fogazzaro
Antonio Fogazzaro (n. 25 martie 1842 - d. 7 martie 1911) a fost un scriitor italian.
Romanele sale, care prefigurează modernismul, au o problematică etico-religioasă și tramă erotică, care împletesc subiectivismul cu tradiția catolică, încearcă să concilieze religia cu știința. Membru de marcă al naturalismului creștin dintre cele două secole.

## Opera
- 1874: Miranda
- 1876: Valsolda
- 1881: Spectrul ("Malombra")
- 1885: Daniele Cortis
- 1887: Fedele și alte povestiri ("Fedele ed altri racconti")
- 1888: Misterul poetului ("Il mistero del poeta")
- 1895: Mica lume de altădată ("Piccolo mondo antico")
- 1900: Mica lume modernă ("Piccolo mondo moderno")
- 1905: Sfântul ("Il Santo").

1. ↑  FOGAZZARO, Antonio, Dizionario Biografico degli Italiani, accesat în 15 octombrie 2021
2. ↑  CONOR.SI[*] Verificați valoarea |titlelink= (ajutor)
3. ↑  Autoritatea BnF, accesat în 10 octombrie 2015